# KC–390 Millennium
A KC–390 Millenium a brazil Embraer repülőgépgyár kéthajtóműves, hátsó rámpás kialakítású katonai szállító repülőgépe. A repülőgép 2015 februárjában repült először, sorozatgyártása 2016-tól folyik. Ez a legnagyobb felszálló tömegű típus, amelyet a gyártó ez idáig tervezett. Hasznos terhelése 23 tonna, amellyel a C–130J Super Hercules piaci konkurensévé válik, sőt számos paramétere még jobb is annál.
A Magyar Honvédség a típus harmadik megrendelőjeként két KC–390-es repülőgépet rendszeresít 2024-ben illetve 2025-ben.

## Története
A prototípus 2015. február 3-án repült először. Az első prototípus 2018. október 5-én balesetet szenvedett. Az első sorozatgyártású gép 2018. október 9-én repült először. A KC–390, 2018. október 23-án megkapta a Brazil Légügyi Hatóság típusengedélyét.

## Kialakítása, jellemzői
A repülőgépet fejlesztő vállalat a brazíliai székhelyű Embraer – amelyet a világ harmadik legnagyobb repülőgépgyártójaként tartanak számon – elsősorban a kisebb, regionális utasszállító és üzleti repülőgépeiről ismert. A piackutatást követően a gyártó elképzeléseiben egy többfeladatú, új generációs, közepes katonai teherszállító repülő körvonalazódott, amely sok légierőben a közeljövőben kiöregedő C-130-as repülőgépeket válthatja majd. Az így megszülető repülőgép képességei röviden a következőek: 

#### Az alapváltozat képességei
- Levegőben üzemanyag felvétele
- Különleges alakulatok és eszközeik célba juttatása
- SAR („kutatás és mentés”) feladatok ellátása
- Előkészítetlen repterekről való üzemelés

#### Kiegészítő berendezésekkel ellátható feladatok
- Orvosi evakuációs feladatok (MEDEVAC) – megfelelő orvosi berendezések beépítése szükséges (ICU-egység)

- Légi utántöltés – a brit Cobham 912E típusú tölcséres tankolókonténerrel (WARP) biztosított ez a képesség[1]
- Személyszállítás – ülések beszerelése szükséges
- Légi tűzoltás – MAFFS II típusú modulárisan beépíthető tartály- és kiszórórendszer segítségével 11300 liter vizet képes kijuttatni erdő- és bozóttüzek megfékezésére, amelyek egyre gyakrabban fordulnak elő a klímaváltozás következtében.[7]

A repülőgép a szállító feladatkörben megszokottnak mondható T-vezérsíkos felsőszárnyas kialakítást kapott. A gyártó egy civil repülésben nagyon elterjedt és bevált sugárhajtóművet választott a repülőgép számára az ebben a kategóriában jellemző légcsavaros megoldás helyett. A két IAE V2531–E5 gazdaságos üzemeltetést biztosító nagy kétáramúsági fokkal rendelkező, FADEC 7 vezérlésű sugárhajtómű egyenként max. 132 kN-os tolóerőt biztosít a Millenium számára.
A repülőgép össztechnikai üzemideje 15 000 repülési ciklus, vagy 30 000 repült óra vagy 30 év, ami igencsak magasnak tekinthető. A gyártó által biztosított integrált logisztikai támogatással akár 90%-os, folyamatos rendelkezésre állás biztosítható.
A KC-390 raklapos teherszállítás esetén maximum 23 tonna, míg gépjárművek szállítása során akár 26 tonna hasznos terhelést tesz lehetővé, amely jelentősen meghaladja a hosszított törzsű C–130J–30 Super Hercules 20 tonnás terhelhetőségét.
A gép avionikáját, repülőműszereit az amerikai Rockwell Collins, 10 kerekes futóműveit a francia Messier Dowty tervezte és gyártotta, aminek köszönhetően füves kifutópályáról is üzemelhet, nincs szüksége betonozott felületre. A gép – mint manapság az megszokott – valójában egy "nemzetközi termék": részegységeket portugál, argentin és cseh cégek is szállítanak be.

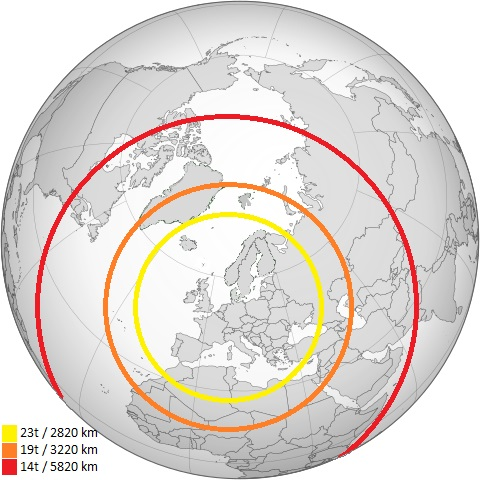
A KC-390 hatótávolsága különböző terhelésekkel

A tehertér hosszúsága 18,54 m, hátsó rámpa nélkül 12,68 m, szélessége 3,45 m, magassága pedig 3,2 m. Érdekesség, hogy hátsó rámpa is pakolható, terhelhető a szállítás során, így raktér szinte teljes "légtere" kihasználható.
A KC-390-es katonai szállító repülőgépen szállítható:
- 80 felfegyverzett katona
- 64 ejtőernyős katona
- 7 db szabványos méretű légi szállítású rakodólap
- 2 db szabványos méretű 20 lábas konténer
- 3 db Mercedes-Benz G 270 CDI könnyű terepjáró személygépjármű
- 3 db HMMWV M1151A1 terepjáró jármű
- 1 db Gidrán páncélozott jármű
- 2 db NMS páncélozott jármű
- 2 db M113 szállító harcjármű
- 1 db LAV–25 gyalogsági harcjármű
- 1 db UH–60M Black Hawk szállítóhelikopter

A gépek ún. CHADS rendszerének segítségével, bármilyen időjárási viszonyok között, precíziós pontossággal lehet a terhet leszállás nélkül a rendeltetési helyére kijuttatni. Ehhez a szállítmányspecialistának (loadmaster) egy külön monitor áll a rendelkezésre, amelyen kontrollálni tudja a teherrámpa vezérlését és az elektromotorokkal működtetett görgősort. Mindezt nagymértékben támogatja a fedélzeti radar, amely nemcsak időjárásjelző, hanem térképező funkcióval is rendelkezik annak érdekében, hogy felhőzeten keresztül is lehetővé váljon a célzott teherdobás.
A KC-390 repülőgépek önvédelmi rendszerét a legmodernebb technikai megoldások alkalmazásával alakították ki. A passzív önvédelmi rendszer részeként – az üzemanyag-robbanást meggátoló rendszeren túl – a pilótafülke front része fix páncélzattal van ellátva. A kiemelt fontossággal bíró rendszerek (a pilótafülke alsó és hátsó része, az oxigéntartály, a loadmaster munkaállomása, az üzemanyag rendszer központi váltószelep) védelme érdekében – 7,62 mm-es lőszer elleni védelmet biztosító – eltávolítható páncélzattal szerelhetők fel néhány óra alatt. Az aktív önvédelmi rendszer magába foglalja a közeledő rakétákra figyelmeztető elektro-optikai berendezést (MAWS), a radar- (RWS) és lézeres besugárzásjelzőt (LWS), valamint az infracsapda- és dipolszórókazettákat. A törzsvégen lévő farokkúp alá helyezték el a legkorszerűbb DIRCM berendezést, amely lézerrel vakítja el a gép felé tartó infravörös önirányítású rakétákat.
A Magyar Honvédség szállító repülőgépeibe az izraeli BIRD AeroSystems által szállított komplex védelmi rendszerét építik be, amely a radar- illetve lézeres besugárzás mellett észleli majd a gépek ellen indított rakétákat is, és a megszokott zavarótöltetek kilövése és az elektronikai zavarás mellett, az alkalmas lesz a közeledő, infravörös irányítású légvédelmi rakéták keresőfejének lézersugárral történő megrongálására, semlegesítésére is. Ugyanezt a védelmi rendszert a Honvédség más szállító repülőgépei is megkapják (A319, Falcon).
A repülőgép a légi utántöltés mellett növelheti a hatótávolságát az AAR-póttartályok (egyenként 5095 l kapacitás) által biztosított többlet tüzelőanyaggal. A légiutántöltő képesség érdekében a két szárny alá szerelik fel a brit Cobham 912E típusú tölcséres tankolókonténert (WARP). Az egyenként 612 kg tömegű berendezésben 26,5 m kiengedhető tömlő található. A beépített szivattyú percenként 1500 l átadását teszi lehetővé, amellyel egyidejűleg két harci repülőgép vagy helikopter utántöltése végezhető. A gép a raktérben elhelyezett póttartályokkal összesen  36 tonnányi üzemanyagot képes szállítani, amely 7-8 Gripen vadászrepülőgép teljes feltöltésére elegendő.
Ez a művelet nagy felkészültséget igényel, mivel a szállító repülőnek a minimális (átesési) sebesség közelébe kell lelassulnia, ráadásul nem keletkezhet túl erős turbulencia a gép mögött. Az üzemanyag-utántöltés minél biztonságosabb végrehajtása érdekében az operátor munkáját a beépített kamerarendszer segíti. A magyar vonatkozást tekintve a Honvédség megrendelte a légi utántöltő csomagot a szállító repülőgépeihez, így a Gripenek légi utántöltése illetve annak rendszeres gyakorlása itthon is megoldottá válik. A két szállító repülőgép egymást is tudja üzemanyaggal utántölteni, így a hatótávolság jelentősen megnövelhető. Felmerült az is, hogy a még gyártás alatt álló H225M helikoptereink egy része is légi utántöltő képességet kapjanak.
A Honvédség A319-es szállító repülőgépeken kialakított egészségügyi evakuációs feladatok végrehajtása (MEDEVAC) képesség növelése érdekében 4 intenzív terápiás egység (ICU vagy PTU) kiszolgálását biztosító ún. előbeépítést alakítottak ki. A külön beszerzésre tervezett ICU-egység megegyezik majd az A319 típusú szállító repülőgépeken alkalmazottal. A katasztrófavédelmi feladatokban történő részvétel érdekében – elsősorban tömeges légi kiürítés során – a 74 db hordágy és 7 db oxigéntartály rögzítése lehetséges az ICU egység beépítésével. 

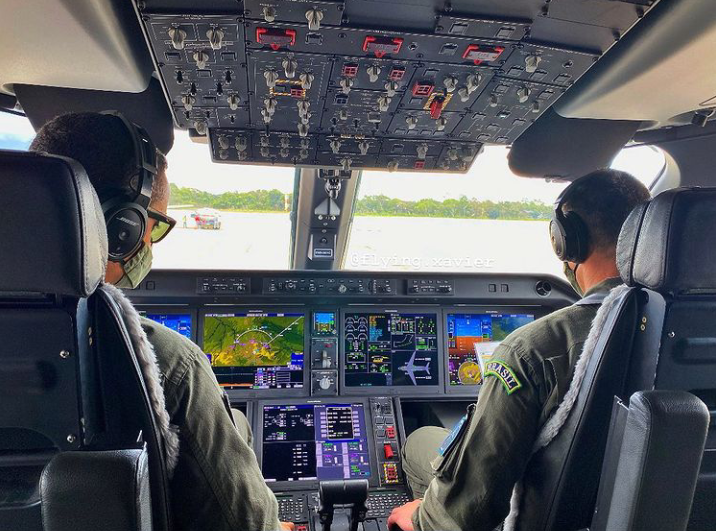
"All-glass cockpit" - a repülőben alig találhatók hagyományos repülőműszerek
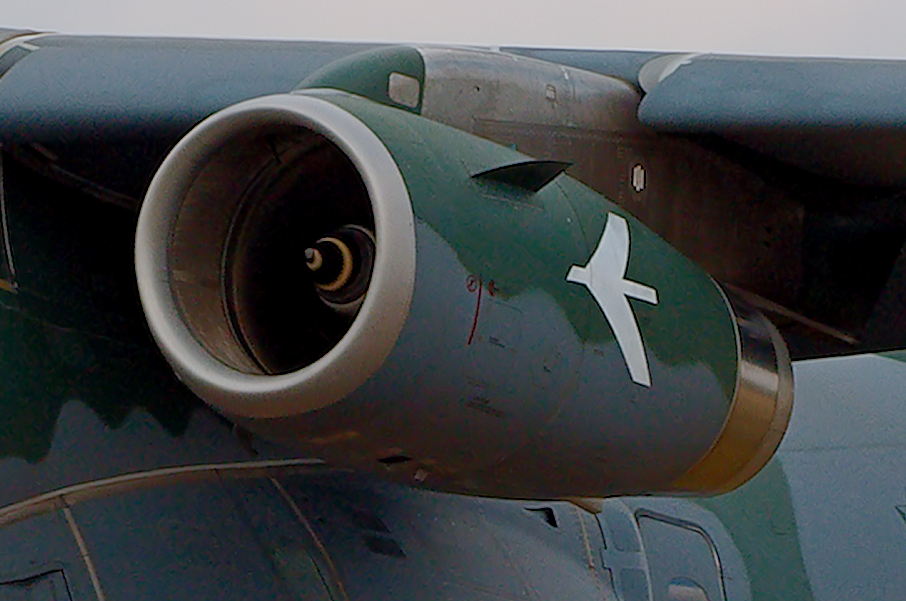
AZ IAE V2531–E5 hajtómű
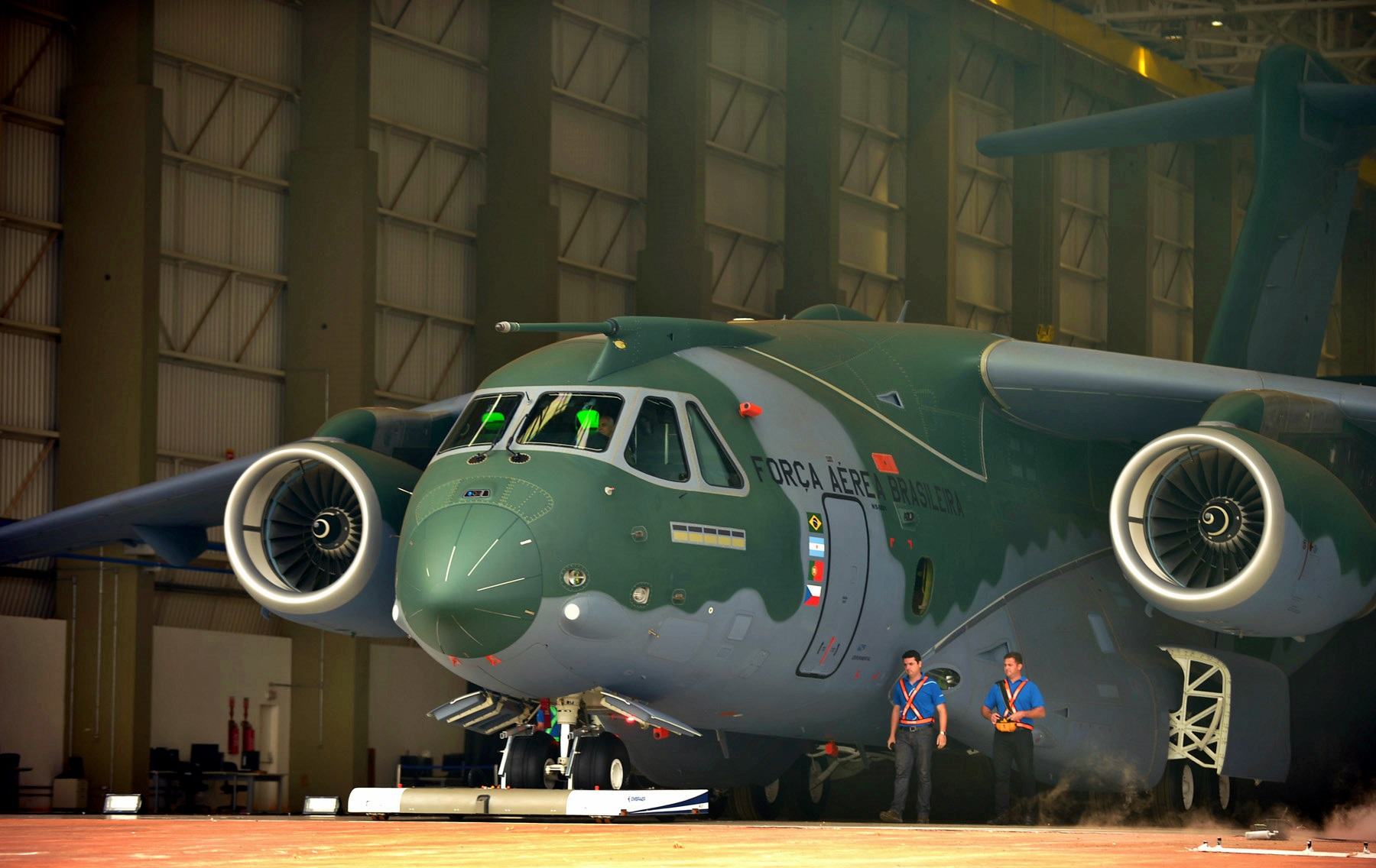
A gép méreteit jól érzékeltetik a mellette álló karbantartók
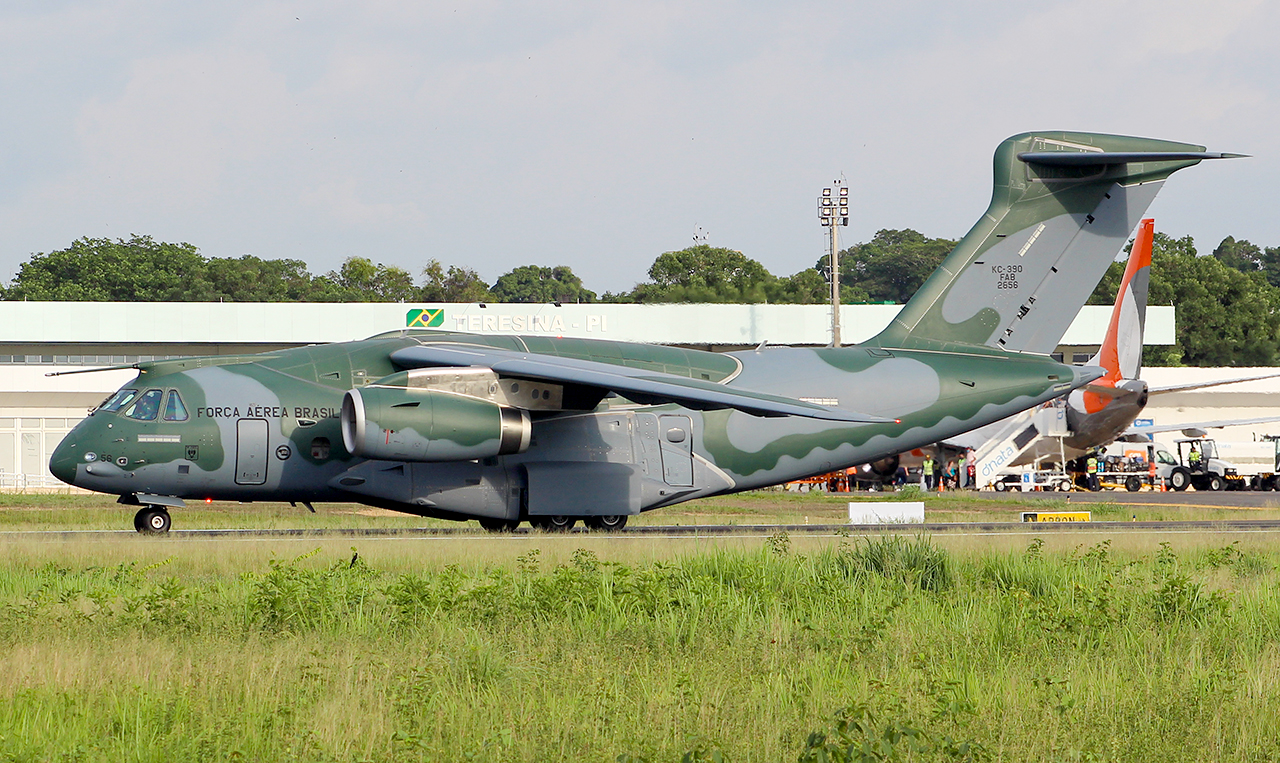
Felszállás előtt
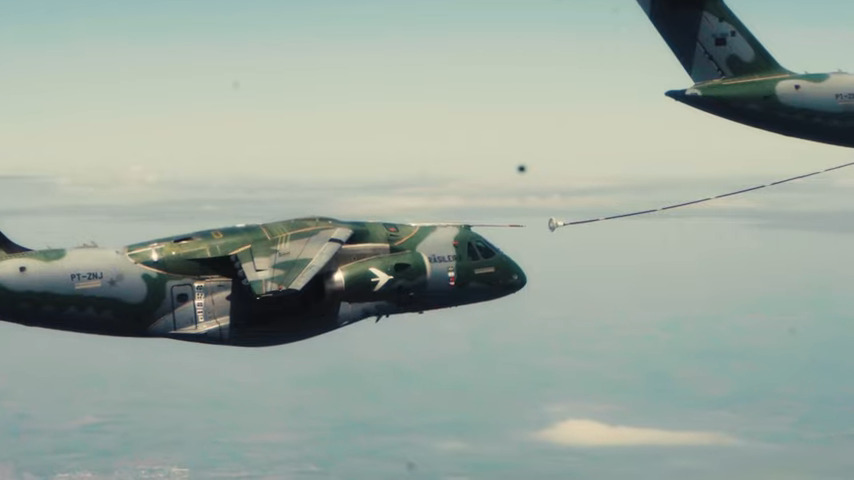
Egy KC-390-es vesz fel üzemanyagot egy másiktól
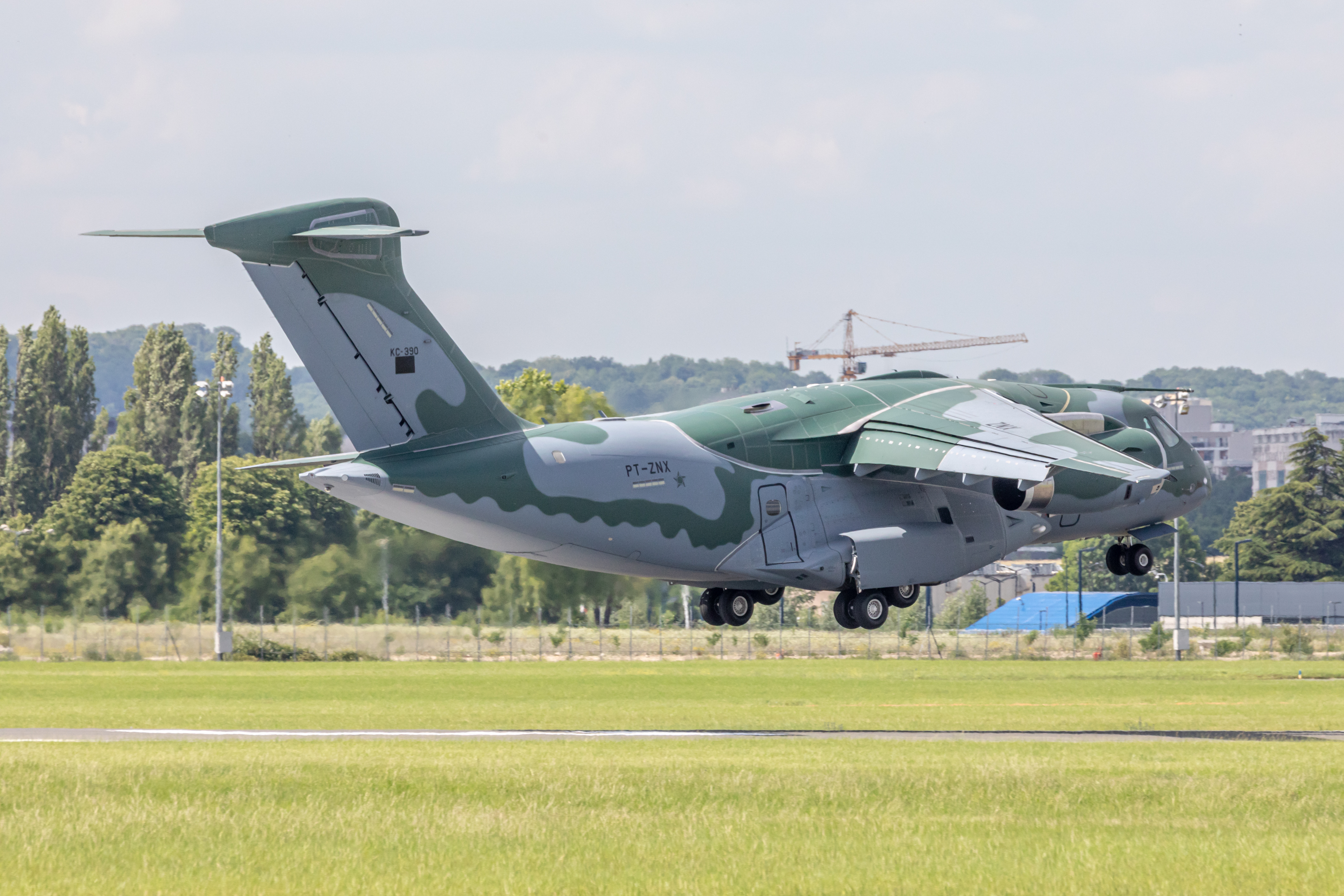
KC-390 földet ér a 2019-es párizsi repülőnapon
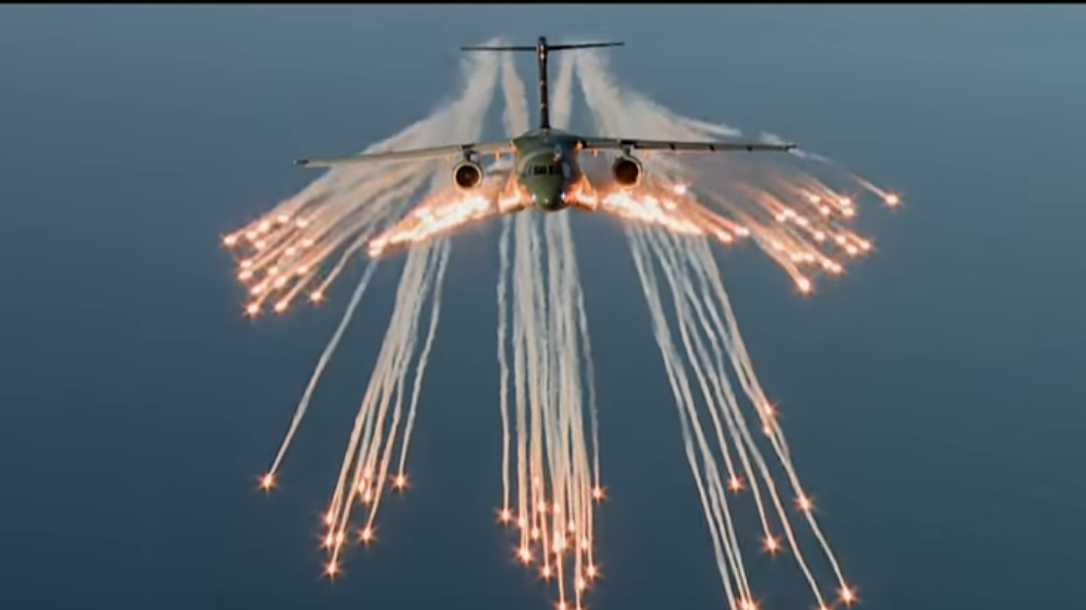
Infracsapda szórás-teszt
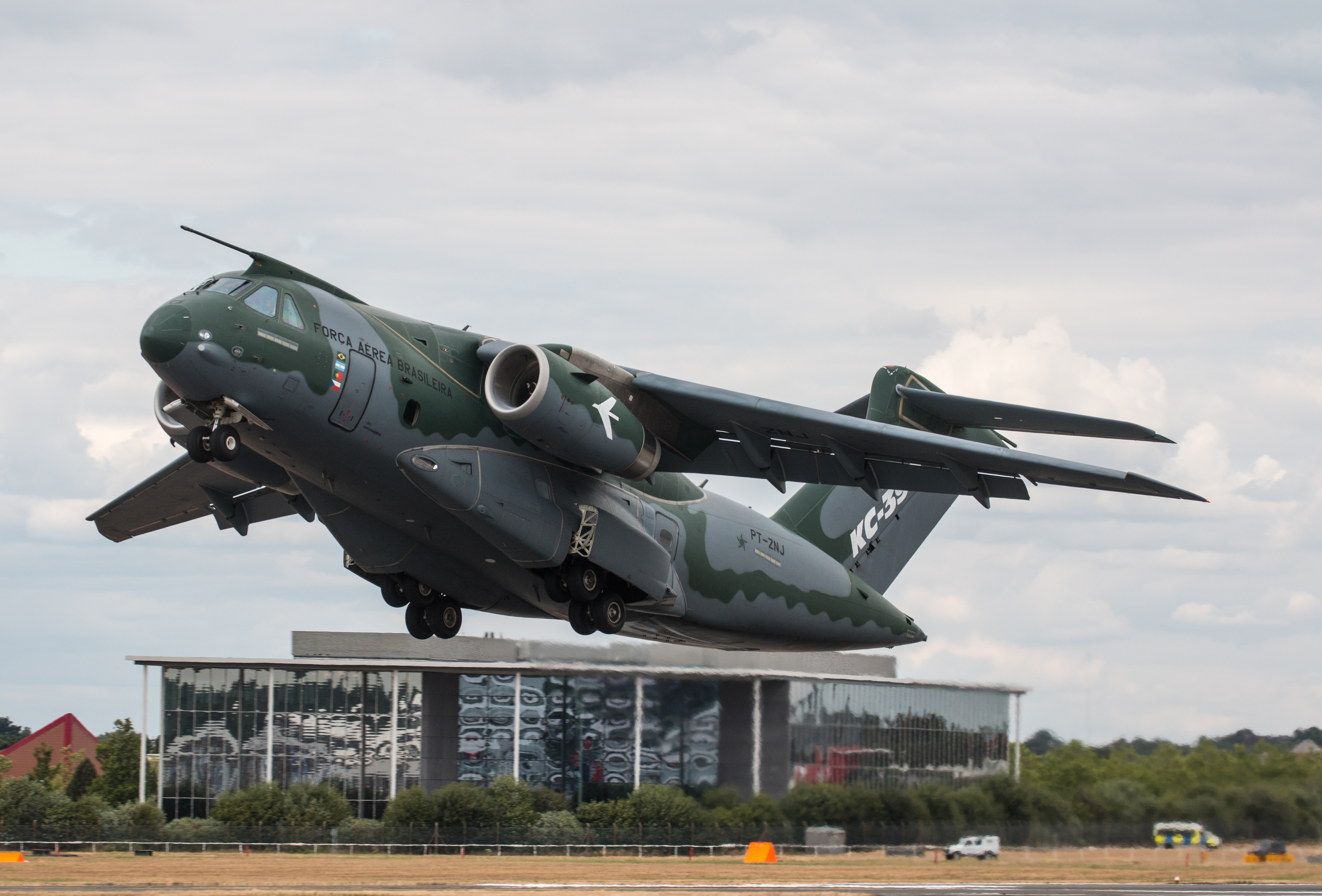
A Farnborough-i légibemutatón 2018-ban
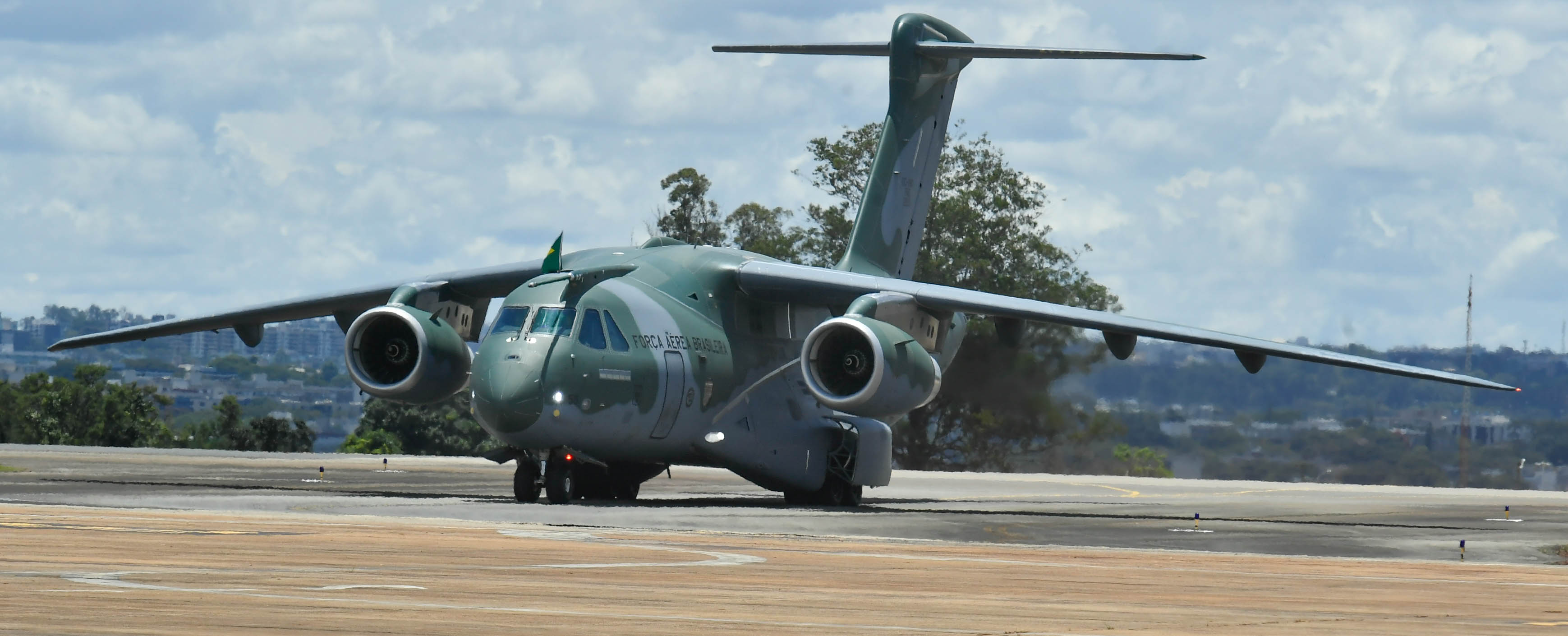
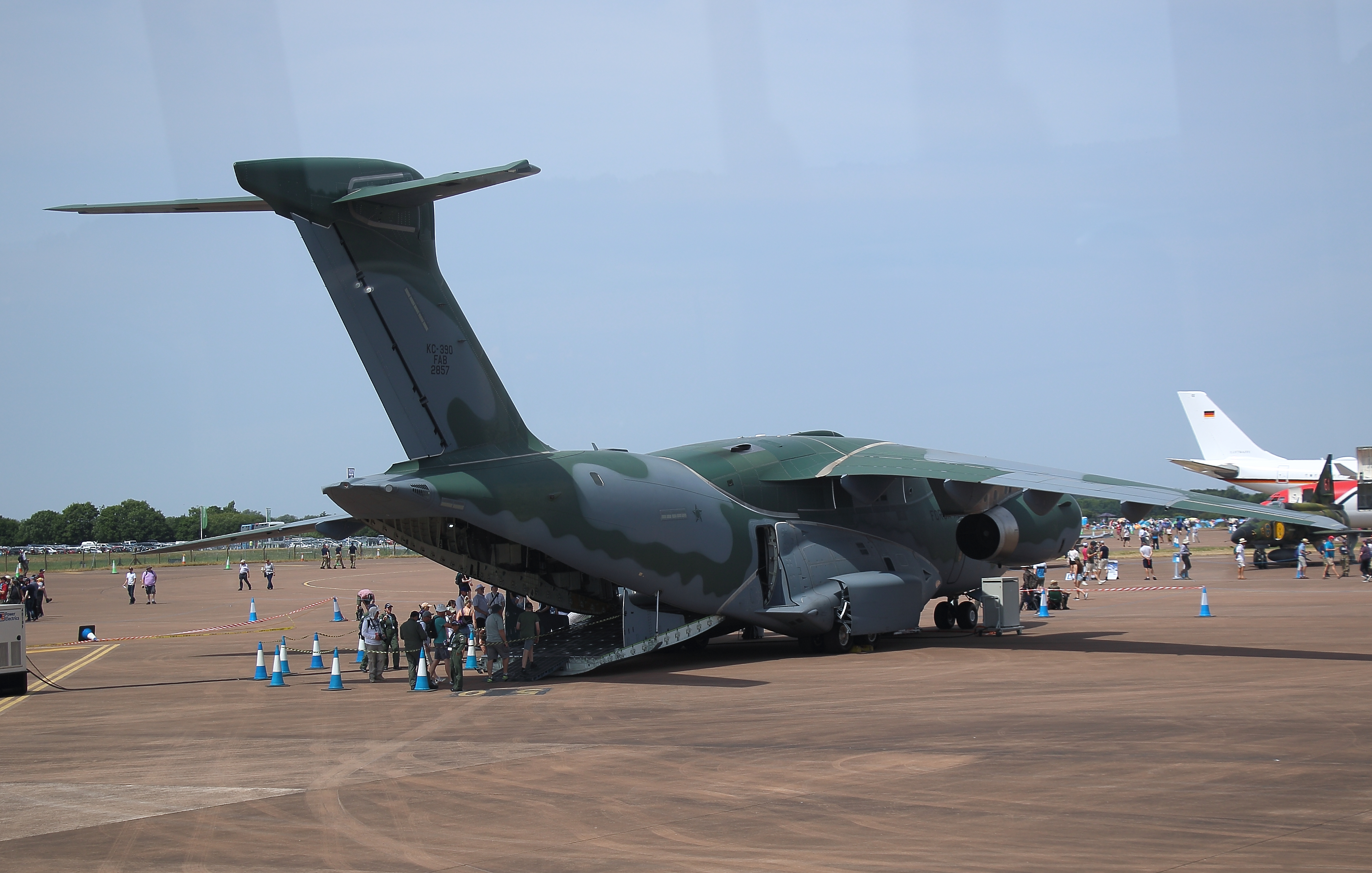

## Alkalmazás a Magyar Honvédségben
Magyarország a légi ereje számára 2 db KC–390-est rendelt 2020 novemberében. Egy évvel később, 2021 novemberében a brazil Embraer vállalat megkezdte az első Magyarországra szánt repülőgép gyártását. A két repülőgép érkezése 2024-ben várható.
Az első C–390-es repülőgépet 2024. április 12-én adta át a gyártó a Magyar Légierőnek. Ezt követően a gépet háromhetes tesztnek vetették alá, ellátták a NATO-szabványok szerinti kommunikációs rendszerekkel, majd a végső gyári tesztekre visszatér Brazíliába. Az első gép 2024. szeptember 5-én érkezett Kecskemétre, ahol a magyar KC–390-esek bázisa van.
Az alábbi táblázat jól mutatja, hogy mekkora előrelépést jelent a Honvédség számára KC–390-es a korábbi teherszállító típusához illetve fő konkurenséhez képest.
| Típus                      | Személyzet (fő) | Max. hasznos teher (t) | Utazó- sebesség (km/h) | Repülési magasság (m) | Hatótávolság max. terheléssel (km) | Szállítható utasok száma (fő) |
| -------------------------- | --------------- | ---------------------- | ---------------------- | --------------------- | ---------------------------------- | ----------------------------- |
| An–26                      | 5               | 5,5                    | 440                    | 7500                  | 1100                               | 40                            |
| C–130J Super Hercules      | 3               | 20                     | 644                    | 8500                  | 3300 (15,4 t teherrel)             | 92                            |
| KC–390 Millennium          | 2–4             | 23                     | 800                    | 11 000                | 2110 (23 t teherrel)               | 80                            |
| KC–390 az An–26-hoz képest | –3              | +17,5                  | +360                   | +3500                 | +1010                              | +40                           |
| KC–390 a C–130J-hez képest | –1              | +3                     | +156                   | +2500                 | –1190                              | –12                           |

## Rendszeresítő haderők

#### Tényleges megrendelések
- Ausztria – 4 db repülőgép vásárlását határozta el 2023 szeptemberében.[13][14]
- Brazília – 15 db a korábbi 28 db + 2 db gyári tesztpéldányos megrendelés helyett. Az EMBRAER perre megy a brazil állammal megrendelés csökkentés miatt.[15]
- Csehország – 2 db repülőgép vásárlását határozta el a cseh kormány 2024 októberében[16]
- Hollandia – 5 db repülőgép beszerzése mellett döntött a Holland Királyi Légierő 2022 júniusában régi C–130 Herculeseik leváltására. Az első repülőgépeket 2026-ban veszik át várhatóan.[17][14]
- Magyarország – 2 db[2] – Leszállításuk 2024-ben várható.[3] Hosszabb távon egy harmadik repülőgép beszerzése is tervben van ha az ország anyagi lehetőségei megengedik.
- Portugália – 5 db - 2022 október 17-én vette át az első repülőgépet Portugál Légierő, amely a típus első külföldi megrendelője volt.[18]
- Svédország – 3 db repülőgép beszerzését határozták el 2024 novemberében[19]

#### Érdeklődők
- Csehország
- Dél-Korea[20]
- Svédország
- Egyesült Arab Emírségek
- Argentína
- Chile
- Kolumbia
- Peru

## Műszaki adatok

### Repülési teljesítmény[4]
- Maximális teherbírás: 23 tonna
- Hajtóművek:  2× IAE V2500-E5 sugárhajtómű, 2×132 kN tolóerő
- Utazósebesség: 870 km/h
- Maximális sebesség: 987,8 km/h
- Hatótávolság:
  - Teljes terheléssel: 2110 km
  - 14 tonna teherrel: 5055 km
  - Maximum hatótávolság: 8556 km
- Repülési magasság: 11000 m
- Személyzet:
  - 4 fő (2 pilóta és 2 szállítmány-specialista (loadmaster))

## Külső hivatkozások
- Hungary's C-390 Millennium makes its maiden flight. YouTube (2024. február 15.)